# Marmorkegel
Der Marmorkegel, auch die Marmor-Kegelschnecke (Conus marmoreus) ist eine Schnecke aus der Familie der Kegelschnecken (Gattung Conus), die im Indopazifik verbreitet ist. Sie ernährt sich vorzugsweise von Schnecken.

## Merkmale

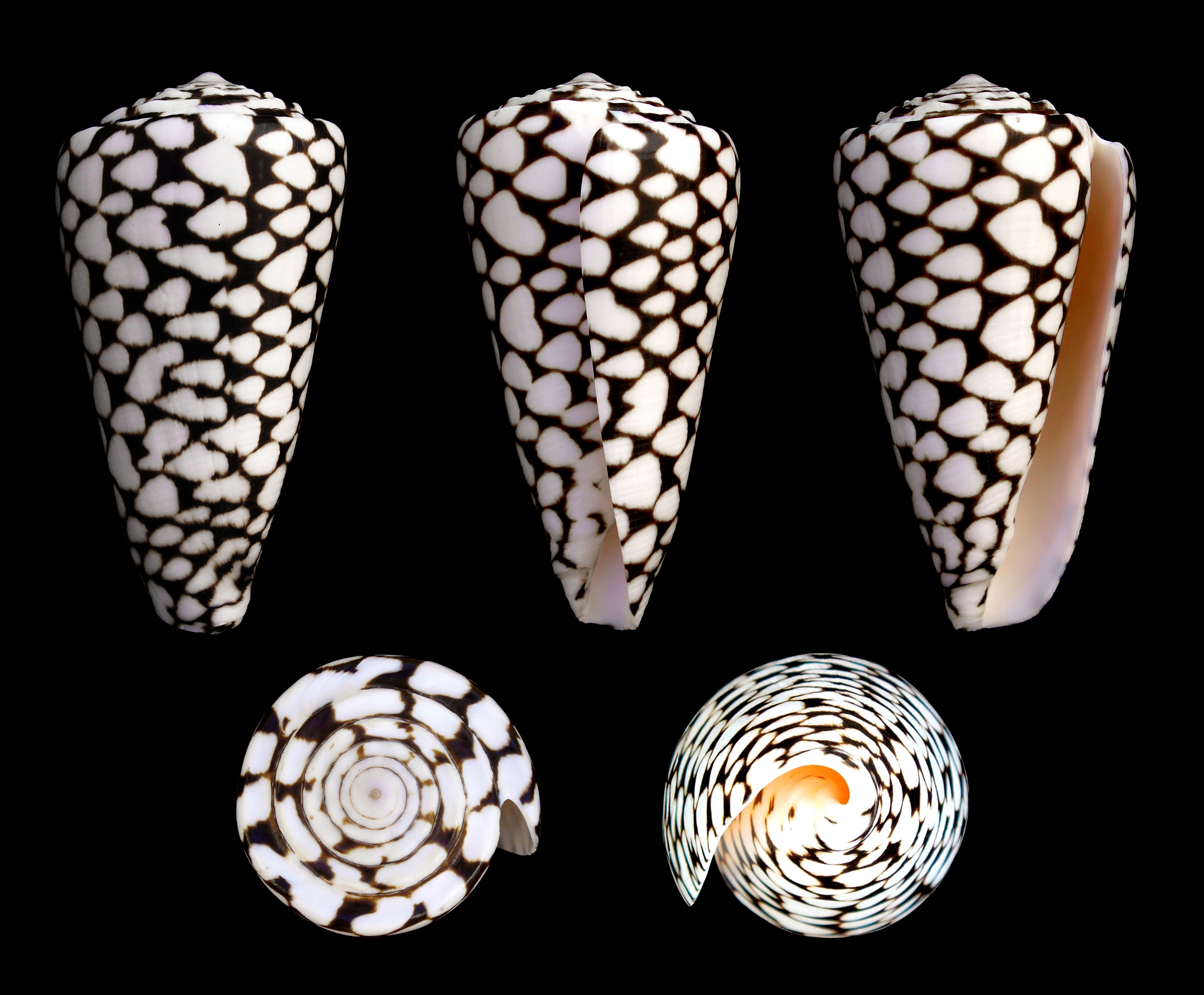
Gehäuse von Conus marmoreus

Conus marmoreus trägt ein breites, konisches Schneckenhaus, das bei ausgewachsenen Schnecken 5 bis 15 cm Länge erreicht. Die Grundfarbe des Gehäuses ist weiß. Die Oberfläche des Körperumganges ist charakteristisch schwarz-weiß gemustert mit schwarz umgebenen weißen Dreiecken. Das Gewinde ist mehr oder weniger stark abgeflacht und konkav. Es trägt eine ähnliche schwarz-weiße Musterung wie der Körperumgang. Das Periostracum ist gelblich bis orange-braun, dünn, durchscheinend und glatt.
Die weiße bis hellbraune Oberseite des Fußes ist braun gesprenkelt und hat eine schwarze Linie am Rand. Die Fußsohle ist weiß bis kremfarben und braun schattiert mit dunkelbraunen Längslinien. Die Unterseite des Rostrums ist kremfarben mit dunkelgelben Querlinien. Fühler und Sipho sind weiß.
Die mit einer Giftdrüse verbundenen Radula-Zähne haben an der Spitze einen Widerhaken. Sie sind über die obere Hälfte des Schafts gesägt, endend in einem herausragenden Zacken in der Mitte des Schafts oder dahinter. Ein zweiter Widerhaken gegenüber dem ersten kann mitunter vorhanden sein, doch dann ist der vordere Widerhaken seitlich aufgeblasen. Taille und Sporn fehlen.

## Verbreitung
Der Marmorkegel tritt im Indischen Ozean um Chagos und Madagaskar, an der Küste Indiens und des Golfs von Bengalen sowie im westlichen Pazifik bis nach Fidschi und zu den Marshallinseln auf.

## Lebensraum
Marmorkegel leben in der Gezeitenzone von Korallenriffen in 1 bis 15 m Tiefe in Bereichen mit Sand.

## Lebenszyklus
Wie alle Kegelschnecken ist Conus marmoreus getrenntgeschlechtlich, und das Männchen begattet das Weibchen mit seinem Penis. Aus den Eikapseln schlüpfen Veliger-Larven, die wiederum eine Metamorphose zur Schnecke durchmachen. Die Eier haben einen Durchmesser von 390 bis 400 µm. Hieraus wird zurückgeschlossen, dass die pelagische Periode der Veliger etwa 7 bis 8 Tage dauert.

## Nahrung
Die Beute von Conus marmoreus besteht überwiegend aus Schnecken, darunter auch Kegelschnecken. Anders als viele andere Kegelschnecken jagt der Marmorkegel vorwiegend tagsüber.

## Bedeutung für den Menschen

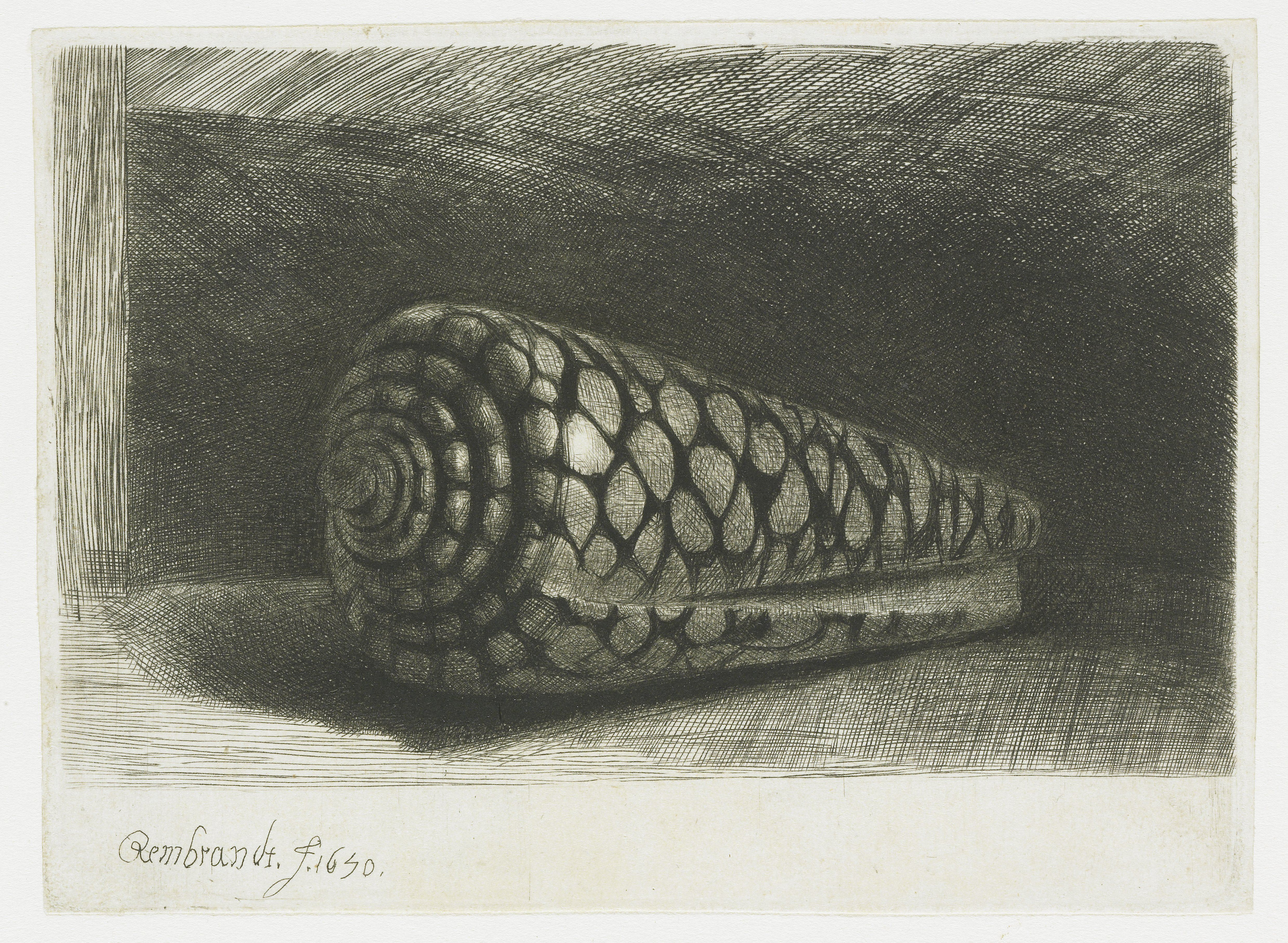
Rembrandt van Rijn, Die Muschel Conus Marmoreus, Radierung, 1650

Der Marmorkegel wurde wie andere exotische Muscheln und Schnecken häufig in den Wunderkammern der Renaissance aufgenommen. Dabei zeugt die häufige Darstellung auf Stillleben dieser Zeit davon, dass die Art sehr weit verbreitet und keineswegs selten ist. Eine bekannte Darstellung ist eine Radierung des holländischen Malers und Grafikers Rembrandt van Rijn, Die Muschel Conus Marmoreus aus dem Jahr 1650.
Conus marmoreus ist auf Grund seiner gemusterten Gehäuse auch heute noch ein beliebtes Sammlerobjekt, so dass der Mensch als ein Hauptfeind gelten kann. In der Roten Liste der IUCN wurde die Art 2011 als nicht gefährdet (LC – Least Concern) aufgeführt.
Wie andere Kegelschnecken setzt der Marmorkegel seine giftige Harpune nicht nur zum Beutefang, sondern auch zur Verteidigung ein. Sein Giftzahn kann so dem Menschen schmerzhafte Wunden zufügen. Das Gift ist für Mollusken tödlich, nicht jedoch für Säugetiere.
Gelegentlich wird der Marmorkegel von Menschen gegessen.